# John Sholto Douglas, IX marchese di Queensberry
John Sholto Douglas, 9º Marchese di Queensberry GCVO (Firenze, 20 luglio 1844 – Londra, 31 gennaio 1900), è stato un nobiluomo scozzese, ricordato per aver dato nome e patrocinio alle "Regole del Marchese di Queensberry" che hanno costituito la base del moderno pugilato, per il suo schietto ateismo, e per il suo ruolo nella caduta del compagno del figlio Alfred, Oscar Wilde.

## Biografia
Douglas nacque a Firenze, figlio maggiore del politico scozzese del partito conservatore Archibald, Visconte Drumlanrig, che era l'erede del VII Marchese di Queensberry. Fu per breve tempo designato Viscount Drumlanrig in seguito alla successione di suo padre nel 1856, e alla morte di suo padre nel 1858 ereditò il Marchesato di Queensberry. Il IX marchese fu educato al Royal Naval College di Greenwich a Londra, diventando un guardiamarina all'età di dodici anni e un tenente della marina a quindici. Nel 1864 entro al Magdalene College, Cambridge, che abbandonò due anni dopo senza laurearsi. Sposò Sibyl Montgomery nel 1866. Ebbero quattro figli maschi ed una femmina, ma divorziarono nel 1887. Queensberry sposò Ethel Weeden nel 1893, ma il matrimonio fu annullato l'anno successivo. Morì a Londra, all'età di 55 anni, quasi un anno prima della morte di Oscar Wilde. Anche se scrisse un poema che cominciava con le parole "Quando sarò morto crematemi", fu sepolto in Scozia.
Suo figlio maggiore ed erede apparente fu Francis, Visconte Drumlanrig, che si diceva fosse impegnato in una relazione con il Primo Ministro liberale, Archibald Primrose, V conte di Rosebery. Morì celibe e senza figli.
Il secondo figlio maschio di Douglas, Lord Percy Douglas (1868–1920), successe al titolo. Lord Alfred "Bosie" Douglas, terzogenito, fu l'amico e amante di fama del celebre autore e poeta Oscar Wilde. Gli sforzi di Douglas per porre fine alla loro relazione portarono alla sua famosa disputa con Wilde.

## Riferimenti culturali
La congettura che il figlio di Queensberry Francis possa aver avuto una relazione con Rosebery è drammatizzato in Richard Woulfe "His Most Obedient Servant"